# Автономная этика
Автономная этика (др.-греч. αὐτóς — сам) — система морали, отрицающая всякую зависимость нравственности от каких-либо внешних по отношению к ней принципов, религиозных, культурных, социальных предпосылок.
Наиболее известные представители — в древности Аристотель, в новое время И. Кант, И. Фихте, Г. Риккерт, М. Шелер. Из русских мыслителей проповедником автономной нравственности был К. Д. Кавелин. Теоретическую основу-формулу основного нравственного закона предложил Кант в книге «Критика практического разума» (1788), где утверждал: «Поступай так, как если бы максима твоего поступка посредством твоей воли должна была стать всеобщим законом природы».